# Elisabeth Westlund
Karin Elisabeth Westlund född Karlsson 1966 i Nässjö, är en svensk författare, poet och allkonstnär.

### Bettans betraktelser
- Jag gick bara lite vilse 2017
- Livets dans 2017
- Vänskapens band 2017
- Döden och jag 2017
- Ledighetsansökan inlämnad 2017

### Serien 366 dagar
- Januari 2019
- Februari 2019
- Mars 2019
- April 2019
- Maj 2019
- Juni 2019
- Juli 2019
- Augusti 2019
- September 2019
- Oktober 2019
- November 2019
- December 2019